# Tinodes ihalauwi
Tinodes ihalauwi är en nattsländeart som beskrevs av Malicky 1998. Tinodes ihalauwi ingår i släktet Tinodes och familjen tunnelnattsländor. Inga underarter finns listade i Catalogue of Life.